# Forrest Galante
Forrest Galante (nacido el 31 de marzo de 1988) es un aventurero estadounidense y personalidad televisiva. Trabaja en el campo de la biología de la vida silvestre, especializándose en la exploración de animales al borde de la extinción. Es el presentador del programa de televisión El Último de su Especie en Animal Planet y ahora de su nuevo programa: "Criaturas misteriosas" con Forrest Galante.

## Primeros años
Poco después de su nacimiento en California, Galante y su familia se mudaron a Harare, Zimbabue, donde su madre tenía un negocio de safari. Él y su hermana fueron criados en una granja que cultivaba flores y frutas, y sirvió como hogar para el ganado y los animales salvajes africanos. A lo largo de su juventud, Galante pasó tiempo explorando la selva africana, aprendiendo a lidiar con serpientes, atrapar animales pequeños y bucear en los arrecifes del archipiélago de Bazaruto. En Zimbabue, asistió a un internado inglés y dirigió la Sociedad de Herpetología Junior, estudiando flora y fauna nativa.
En 2001, tras el levantamiento político en Zimbabue, que condujo a la invasión y la quema de la granja familiar, Galante se vio obligado a regresar a California. Reanudó su educación en Santa Bárbara, donde se graduó de la escuela secundaria y luego obtuvo un título en biología de la Universidad de California en Santa Bárbara.
El interés de Galante por la vida silvestre y la conservación continuó hasta su edad adulta. "Después de la universidad, me dispuse a explorar el mundo en busca de los lugares más bellos, remotos y salvajes del planeta", dijo. "Me ha mordido una serpiente venenosa, en un accidente aéreo, mutilado por un león, acusado por un hipopótamo, picado por una medusa de guerra, mordido por un tiburón, en un accidente automovilístico, caí de una cascada y fui apuñalado por una raya.

## Carrera
En 2013, Galante hizo su primera incursión en la televisión con una aparición en Supervivencia al Desnudo de Discovery Channel, donde participó en el desafío de supervivencia de 21 días del programa. Completó el desafío, lo dejaron caer con un extraño en una sección remota del noroeste de Panamá, y obtuvo uno de los PSR (índice de supervivencia primitivo) más alto en la historia del programa.
En 2016, Galante y su fotógrafo fueron los primeros en nadar con cocodrilos, vistiendo trajes especiales que imitan la piel escamosa del cocodrilo y bloquean la corriente eléctrica del cuerpo, lo que les permite capturar el comportamiento natural del reptil. El dúo llegó a centímetros de los cocodrilos, filmándolos en su hábitat auténtico para su película Dancing with Dragons.
El 10 de junio de 2018, la serie documental de Galante, El Último de su Especie se estrenó en Animal Planet. El programa buscó revelar si los animales que se cree que están extintos aún pueden ser encontrados. En cada episodio, Galante exploró los hábitats de estos animales, a menudo buscando protección para ayudar a preservar la especie y fomentar su supervivencia continua. Los destinos han incluido Taiwán (para buscar el leopardo nublado de Formosa), Terranova (para explorar el Lobo Blanco) y Madagascar (para buscar rastros del gigante Pachylemur).
Galante también ha aparecido en los medios en The Joe Rogan Experience, The Nightly Show, Shark Week y The TODAY Show.

## Descubrimientos
En su búsqueda de vida salvaje única, Galante ha visitado más de 46 países. Capturó imágenes de la cámara de un leopardo de Zanzíbar, un animal que se suponía extinto durante 25 años, frente a la costa oriental de África. Durante una expedición a Galápagos en febrero de 2019, Galante encontró una tortuga de Galápagos en la isla Fernandina, que había sido clasificada como extinta desde 1906. Después de un avistamiento de excremento de tortuga en el campo, el equipo encontró la tortuga debajo de una pila de matorrales.
En otra expedición en 2015, la novia de Galante, ahora esposa, Jessica Evans, se unió a él en el Pacífico Sur e Indonesia para buscar la serpiente más venenosa del mundo, Laticauda colubrina. Allí, mientras pescaba submarinamente para la cena de la pareja, Galante atrapó a la serpiente, cuyo veneno es diez veces mayor que el de una cobra.
El 6 de octubre de 2014, Galante atrapó una langosta de 70 años que pesaba cerca de 12 libras den la costa de California. El crustáceo masivo fue relanzado en una zona marina protegida. Al mes siguiente, descubrió un tiburón martillo raro cerca de la isla Anacapa, cerca de Ventura, y grabó en video la experiencia, una aventura que describió como "no es la idea más inteligente que hemos tenido".

## Vida personal
En 2015, Galante se casó con Jessica Evans en Stocking Island en las Bahamas. La pareja reside en Santa Bárbara, California.